# A River Ain't Too Much to Love
A River Ain't Too Much to Love es el decimoprimer álbum de estudio de Bill Callahan. Fue lanzado el 30 de mayo de 2005 en Europa por Domino Records y en Norteamérica por Drag City. Es el último álbum de estudio lanzado bajo el pseudónimo de Smog.

## Respuesta de la crítica
Metacritic le asignó al álbum un puntaje promedio de 76 sobre 100 basado en 29 reseñas, indicando "reseñas generalmente favorables".

## Lista de canciones
Todas las canciones fueron escritas por Bill Callahan excepto donde se marca.
Todas las canciones escritas y compuestas por Bill Callahan, except where noted. 
| N.º | Título                                | Duración |  |
| 1.  | «Palimpsest»                          | 2:52     |  |
| 2.  | «Say Valley Maker»                    | 5:10     |  |
| 3.  | «The Well»                            | 7:00     |  |
| 4.  | «Rock Bottom Riser»                   | 5:44     |  |
| 5.  | «I Feel Like the Mother of the World» | 3:09     |  |
| 6.  | «In the Pines» (tradicional)          | 5:12     |  |
| 7.  | «Drinking at the Dam»                 | 4:07     |  |
| 8.  | «Running the Loping»                  | 6:55     |  |
| 9.  | «I'm New Here»                        | 3:59     |  |
| 10. | «Let Me See the Colts»                | 6:39     |  |